# Meruoca
Meruoca est une municipalité brésilienne de l’État du Ceará. Sa population estimée au 01/07/2019 est de 15 057 habitants. Des eaux cristallines jaillissent de ses terres, parfois dévalant le relief en cascades splendides et cascades « enchanteresses », et d'autres fois, traversant des granits patients et glissants, les sculptant.

## Étymologie
Le toponyme Meruoca vient du tupi et signifie : Demeure des Mouches , meru : mouche ; et creux : maison, habitation .

## Source
- (pt) Cet article est partiellement ou en totalité issu de l’article de Wikipédia en portugais intitulé « Meruoca » (voir la liste des auteurs).